# سمفونی تاریک
سمفونی تاریک، فیلمی به کارگردانی  و نویسندگی محمد عرب ساختهٔ سال ۱۳۷۹ است.

## خلاصه داستان
یکی بود یکی نبود، شهر بزرگی بود با عده‌ای نوازنده نابینا هنرمند که با دوره گردی ارتزاق می‌کردند. یک مدیر فرهنگی می‌آید که در کودکی عصاکش پدر نوازنده نابینای خود بوده و دیگر ازاین به بعد نمی‌خواهد هنرمندان نابینا برای ارتزاق گدایی کنند و...

## بازیگران
- شقایق فراهانی
- عبدالرضا اکبری
- قدرت اله صالحی
- احمدرضا اسعدی
- شراره رخام